# Cyclosalpa floridana
Cyclosalpa floridana är en ryggsträngsdjursart som först beskrevs av Carl Apstein 1894.  Cyclosalpa floridana ingår i släktet Cyclosalpa och familjen bandsalper. Inga underarter finns listade i Catalogue of Life.